# Rouxville
Rouxville è una cittadina sudafricana situata nella municipalità distrettuale di Xhariep nella provincia dello Stato libero.